# L'Homme d'Aran
Pour les articles homonymes, voir Aran.
Pour plus de détails, voir Fiche technique et Distribution.
L'Homme d'Aran (Man of Aran) est un film documentaire britannique réalisé par Robert Flaherty, sorti en 1934.

## Synopsis
La rude existence d'une famille de pêcheurs vivant sur une île de l'archipel d'Aran, au large de l'Irlande.

## Fiche technique
- Titre original : Man of Aran
- Titre français : L'Homme d'Aran
- Réalisation : Robert Flaherty
- Scénario : Robert Flaherty
- Photographie : Robert Flaherty
- Musique : John Greenwood
- Son : Slim Hand
- Montage : John Monck
- Production : Michael Balcon
- Société de production : Gainsborough Pictures
- Pays d'origine : Royaume-Uni
- Format : Noir et blanc - 35 mm - 1,37:1
- Genre : documentaire
- Durée : 76 minutes
- Date de sortie : 25 avril 1934

## Distribution
- Colman 'Tiger' King : l'homme d'Aran
- Maggie Dirrane : son épouse
- Michael Dillane : leur fils
- Pat Mullin : un chasseur de requin
- Patch 'Red Beard' Ruadh : un chasseur de requin
- Patcheen Faherty : un chasseur de requin
- Tommy O'Rourke : un chasseur de requin
- 'Big Patcheen' Conneely : un homme du canot
- Stephen Dirrane : un homme du canot
- Pat McDonough : un homme du canot

## Autour du film
On y assiste aux activités traditionnelles de pêche, élevage, petite agriculture, récolte du goémon à travers la vie d'une petite famille d'insulaires, un couple et leur jeune enfant.
Loin d'un film d'ethnographie réaliste à visée objective, le film, tout en étant tourné en immersion dans la population, est assez largement scénarisé : le couple de pêcheurs et leur enfant ne formaient pas une famille dans la vie civile, leur maison traditionnelle a été reconstruite à partir d'une ruine, la religion était très présente dans ces populations mais n'est jamais évoquée et la chasse au requin sous sa forme traditionnelle avait été abandonnée depuis 40 ans et a été recréée pour les besoins du film.
Sans être à proprement parler un film muet, le film ne contient que quelques bribes de dialogues, quelques effets sonores et courts instants musicaux, qui concourent à soutenir la présence et la force visuelle des images.
Par ailleurs, la scène de tempête où l'on voit une embarcation traditionnelle d'Aran (un currach, petite embarcation à quatre avirons, en toile goudronnée sur de légères membrures de bois) être déchiquetée sur les rochers alors que les pêcheurs s'échappent de justesse a bien été filmée sans trucage, mais Flaherty avait sciemment poussé les pêcheurs d'Aran à prendre des risques énormes, faisant appel à leur orgueil et en leur offrant une caisse de bière et une modeste somme d'argent.
Flaherty déclara d'ailleurs plus tard: « En y repensant on aurait dû me fusiller pour ce que je leur ai demandé de faire dans ce film ».
Dans cette course au spectaculaire, le producteur britannique Sir Michael Balcon a sa part de responsabilité : piqué par les critiques sur la mièvrerie des productions britanniques par rapport à leurs rivales d'Hollywood, il recruta Robert Flaherty, américain d'origine irlandaise, qui s'était déjà fait connaître avec des documentaires financés par Hollywood (Nanouk l'Esquimau , Moana..) et lui demanda de se surpasser, tout en lui allouant un budget généreux qu'il récupéra largement, sur le plan du prestige mais moins sur le plan financier.
Les controverses furent d'ailleurs nombreuses, et les ethnologues académiques ne se privèrent pas de critiquer ce qu'ils considéraient comme un faux, une reconstruction romantique et idéalisée de la vie sur les îles.
Un documentaire-enquête réalisé en 1984 par George Stoney, intitulé Comment fut créé le mythe : le tournage de l'Homme d'Aran, revisite la réalisation et met en lumière les diverses « licences artistiques » que Flaherty s'était autorisées.
Au-delà de ces aspects dérangeants, le film dégage une impression poignante à travers la manière dont il met en scène l'affrontement entre l'homme et un environnement sinon hostile, du moins extrêmement rude.
Il fut d'ailleurs apprécié à sa juste valeur et reçut, à la seconde Mostra de Venise en 1935, le premier prix du film étranger (à l'époque dénommé coupe Mussolini).
Beaucoup de critiques de cinéma le considèrent d'ailleurs comme le chef-d'œuvre de Flaherty, supérieur même à Nanouk l'Esquimau, et un des actes fondateurs du genre documentaire.
Il fut également très bien accepté dans la toute jeune république d'Irlande, qui venait d'accéder à l'indépendance et en fit un objet de fierté nationale.